# Milan Bartko
Milan Bartko (* 29. října 1961) je bývalý slovenský fotbalista.

## Fotbalová kariéra
V československé lize hrál za ZVL Považská Bystrica. Nastoupil v 8 ligových utkáních a dal 1 gól. V nižší soutěži hrál i za TJ BZVIL Ružomberok a TJ Lokomotiva Bane Spišská Nová Ves.

## Ligová bilance
| Ročník                                      | Zápasy | Góly | Klub                                |
| ------------------------------------------- | ------ | ---- | ----------------------------------- |
| 1. slovenská národní fotbalová liga 1981/82 | 28     | 4    | TJ BZVIL Ružomberok                 |
| 1. slovenská národní fotbalová liga 1984/85 | 27     | 9    | TJ Lokomotiva Bane Spišská Nová Ves |
| 1. slovenská národní fotbalová liga 1985/86 | 25     | 3    | ZVL Považská Bystrica               |
| 1. slovenská národní fotbalová liga 1986/87 | 29     | 6    | ZVL Považská Bystrica               |
| 1. slovenská národní fotbalová liga 1987/88 | 29     | 6    | ZVL Považská Bystrica               |
| 1. slovenská národní fotbalová liga 1988/89 | 6      | 0    | ZVL Považská Bystrica               |
| 1. československá fotbalová liga 1989/90    | 8      | 1    | ZVL Považská Bystrica               |
| CELKEM                                      | 8      | 1    |                                     |